# Outrider
Outrider è il primo disco da solista del chitarrista dei Led Zeppelin Jimmy Page, uscito nel 1988, per l'etichetta Geffen. Nonostante nell'album siano presenti quelle influenze del vecchio stile Blues e Hard rock del chitarrista inglese, non è stato ritenuto all'altezza dei precedenti, sia con i Led Zeppelin che con le varie collaborazioni avvenute dopo il loro scioglimento.

## Copertina
La copertina dell'album è una foto, in bianco e nero, di Page, che tiene per il manico la sua storica Gibson Les Paul, riprodotta come se fosse in movimento.

## Collaborazioni
Nell'album sono molto importanti le collaborazioni dei cantanti, principali autori dei testi, come Miles, Farlowe e il suo vecchio compagno dei Led Zeppelin Robert Plant, che canta nella canzone The Only One. Ma è ancora più importante il fondamentale contributo dato dal batterista Jason Bonham, figlio del famoso ex batterista dei Led Zeppelin John Bonham, che suona in quasi tutte le canzoni dell'album.

## Tracce
- LATO A

1. Wasting my Time (Page/Miles) - 4:28
2. Wanna Make Love (Page/Miles) - 5:20
3. Writes of Winter (Page) -3:25
4. The Only One (Page/Plant) - 4:25
5. Liquid Mercury (Page) - 3:03

- LATO B

1. Hummingbird (Russell) - 5:22
2. Emerald Eyes (Page) - 3:20
3. Prison Blues (Page/Farlowe) - 7:07
4. Blues Anthem (If I Cannot have your Love...) (Page/Farlowe) - 3:20

## Formazioni
- 1

1. Jimmy Page - chitarra elettrica
2. John Miles - voce
3. Tony Franklin - basso elettrico
4. Jason Bonham - batteria

- 2

1. Jimmy Page - chitarra elettrica
2. John Miles - voce
3. Durban Laverde - basso elettrico
4. Jason Bonham - batteria

- 3

1. Jimmy Page - chitarra elettrica
2. Durban Laverde - basso elettrico
3. Jason Bonham - batteria

- 4

1. Jimmy Page - chitarra elettrica
2. Robert Plant - voce
3. Felix Krish - basso elettrico
4. Jason Bonham - batteria

- 5,7

1. Jimmy Page - chitarra elettrica
2. Felix Krish - basso elettrico
3. Barriemore Barlow - batteria

- 6

1. Jimmy Page - chitarra elettrica
2. Chris Farlowe - voce
3. Durban Laverde - basso elettrico
4. Jason Bonham - batteria

- 8,9

1. Jimmy Page - chitarra elettrica
2. Chris Farlowe - voce
3. Felix Krish - basso elettrico
4. Jason Bonham - batteria